# كين هويل
كين هويل (بالإنجليزية: Ken Howell)‏ هو لاعب كرة قاعدة أمريكي، ولد في 28 نوفمبر 1960 في ديترويت في الولايات المتحدة، وتوفي في 9 نوفمبر 2018 في بلدة ويست بلومفيلد في الولايات المتحدة.

## وصلات خارجية
- كين هويل على موقع دوري كرة القاعدة الرئيسي (الإنجليزية)
- كين هويل على موقعبيزبول رفرنس.كوم (الدوري الرئيسي) (الإنجليزية)
- كين هويل على موقعبيزبول رفرنس.كوم (الدوري الثانوي) (الإنجليزية)
- كين هويل على موقع إي إس بي إن.كوم (أم.أل.بي) (الإنجليزية)
- كين هويل على موقع مشجعي الرسوم البيانية (الإنجليزية)